# عبد العزيز بن عبد الله الزامل
عبد العزيز بن عبد الله بن حمد الزامل (24 يوليو 1941 - 6 أكتوبر 2019) هو مهندس صناعي، وزير الصناعة والكهرباء السعودي السابق، شقيق عضو مجلس الشورى ورجل الأعمال السعودي عبد الرحمن الزامل، ووالد نائب وزير الصناعة والثروة المعدنية أسامة الزامل. شغل مناصب اقتصادية عديدة، وكان عمله في الصناعة والحكومة مهمًا للتنمية الصناعية في المملكة العربية السعودية.

## مؤهلاته العلمية
- بكالوريس : هندسة صناعية من جامعة جنوب كاليفورنيا بالولايات المتحدة الأمريكية
- ماجستير : هندسة صناعية من جامعة جنوب كاليفورنيا بالولايات المتحدة الأمريكية

## مناصبه
- نائب المدير العام لبيت الاستشارات السعودية
- رئيس مجلس إدارة سابك
- رئيس مجلس إدارة الشركة السعودية للكهرباء
- وزير الصناعة والكهرباء (1983 - 1995م)
- رئيس مجلس إدارة مجموعة الزامل القابضة
- رئيس مجلس إدارة سبكيم
- رئيس مجلس إدارة صحراء للبتروكيماويات
- رئيس مجلس إدارة مصرف الانماء